# Sumida (1906)
El Sumida (隅田?) fue un cañonero fluvial de la Armada Imperial Japonesa. Fue nombrado en honor al río Sumida, en Tokio, Japón.

## Historial de servicio
El Sumida fue el primer buque cañonero de la Armada Imperial, diseñado específicamente para operaciones fluviales.  La necesidad de contar con buques de guerra capaces de navegar los ríos de Asia interior para proteger los intereses comerciales japoneses existía incluso antes de la Rebelión Boxer. El gobierno japonés se dirigió al Reino Unido en 1903 para solicitar dos buques; uno, el Sumida, a John I. Thornycroft & Company, y el Fushimi a Yarrow Shipbuilders Limited, en Escocia.
El Sumida era un poco más grande que el Fushimi, y fácilmente distinguible al contar con una sola chimenea frente a las dos del Fushimi. Botado en junio de 1903, fue enviado a Shanghái para los últimos retoques, aunque se paralizó el trabajo debido a la neutralidad británica durante la Guerra ruso-japonesa. Tras finalizar el conflicto, el barco entró finalmente en servicio en la Armada Imperial Japonesa el 17 de junio de 1906.
El Sumida permaneció anclado en el Distrito Internacional de Shanghái.Durante la Primera Guerra Mundial, debido a la neutralidad de la República de China, el armamento del Sumida fue requisado en 1914, no siendo devuelto hasta la entrada oficial de China en la guerra junto a los Aliados. Entró por primera vez en combate durante la segunda guerra sino-japonesa, comenzando con la batalla de Shanghái en 1932. El Sumida continuó operando en el río Yangtze durante comienzos de los años 30, pero considerado ya un buque obsoleto, fue retirado del servicio en marzo de 1935 y vendido como chatarra en Shanghái.